# Bosmie-l'Aiguille
Bosmie-l'Aiguille is een gemeente in het Franse departement Haute-Vienne in de regio Nouvelle-Aquitaine en telt 2280 inwoners (2004). De plaats maakt deel uit van het arrondissement Limoges.

## Geografie
De oppervlakte van Bosmie-l'Aiguille bedraagt 8,0 km², de bevolkingsdichtheid is 285,0 inwoners per km².
De onderstaande kaart toont de ligging van Bosmie-l'Aiguille met de belangrijkste infrastructuur en aangrenzende gemeenten.

## Verkeer
In de gemeente ligt de spoorweghalte L'Aiguille.

## Demografie
Onderstaande figuur toont het verloop van het inwonertal (bron: INSEE-tellingen).
1. ↑  Populations de référence 2022.